# Frania (pralka)

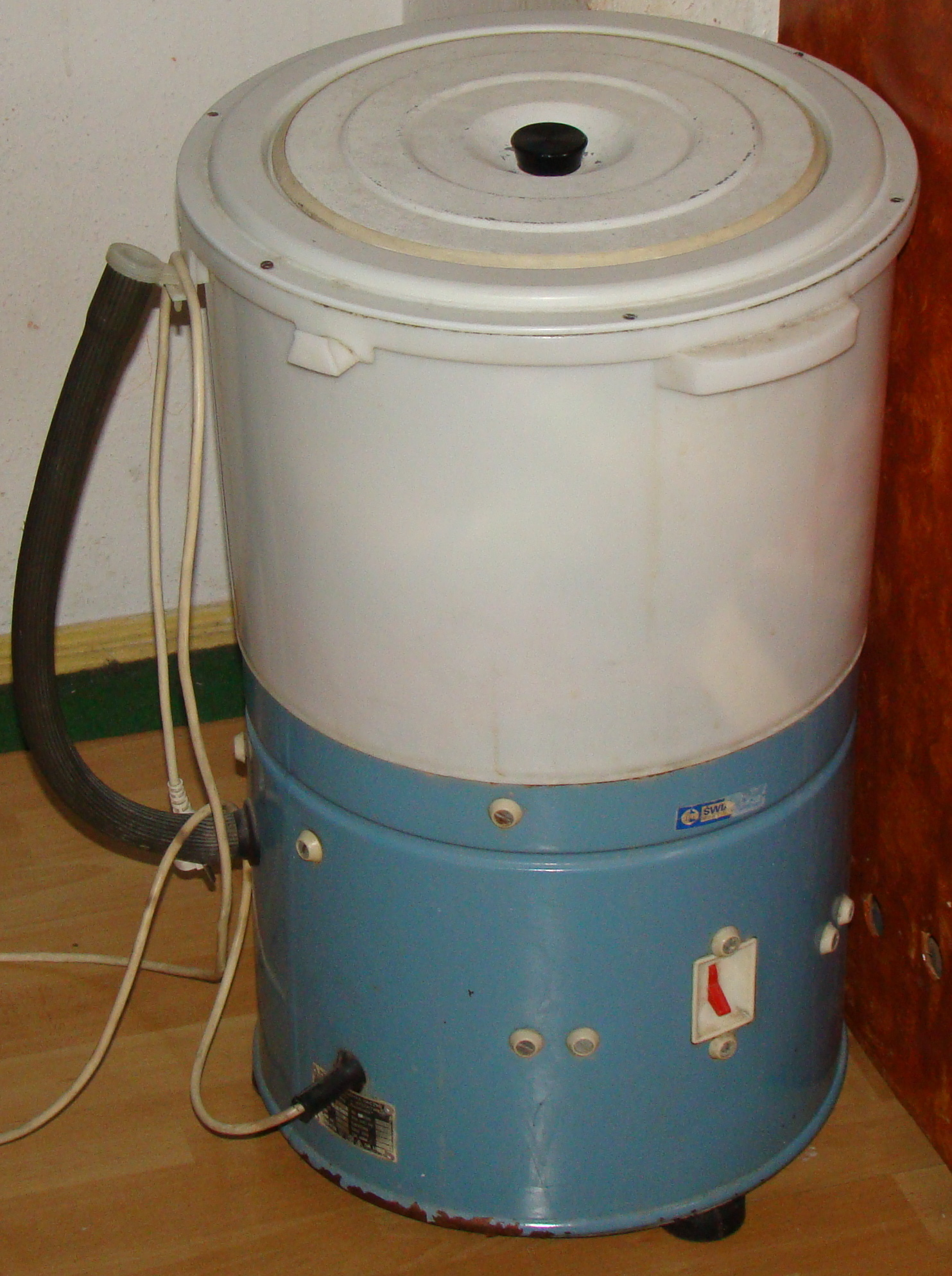
Pralka Frania - producent Światowit S.A.

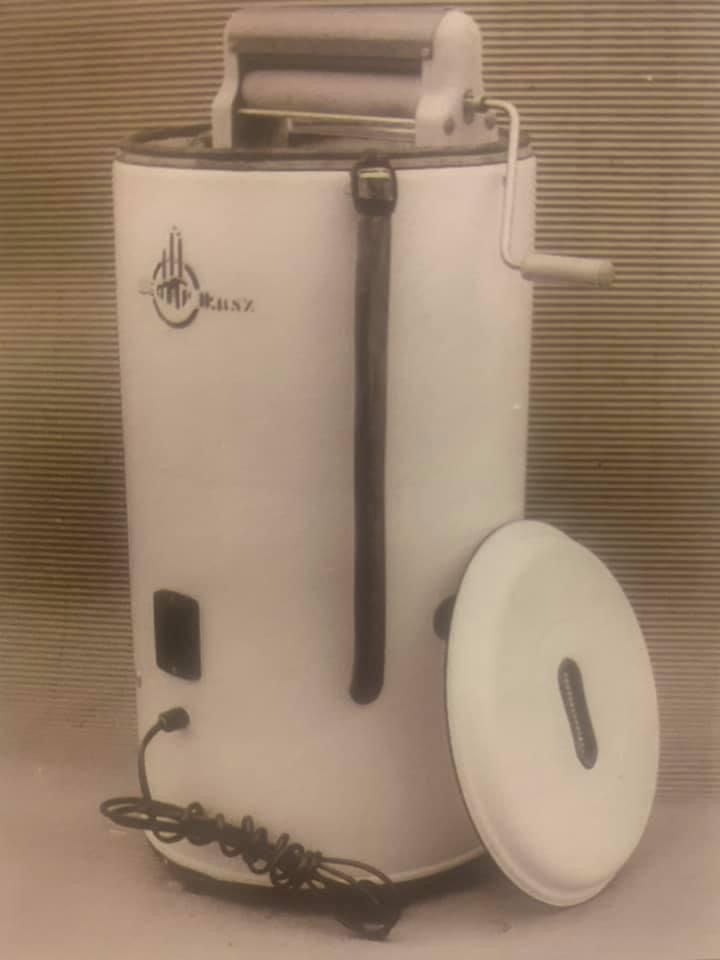
Kopia pralki Frania produkcji olkuskiej "Emalii"

Frania – polska elektryczna pralka wirnikowa, najbardziej popularna przed upowszechnieniem się w latach 80. XX w. bębnowych pralek automatycznych, produkowana do dziś. 

## Działanie
W pralce wirnikowej bęben nie porusza się, natomiast woda i prana odzież jest poruszana przez obracający się wirnik.
Pralka o nazwie Frania była produkowana pod znakiem firmowym SHL w Zakładach Wyrobów Metalowych w Kielcach (obok produkcji motocykli). W typowym wykonaniu składała się z dwóch cylindrycznych komór wykonanych z emaliowanej blachy (wewnątrz blacha komory pralniczej była ocynkowana). Górna część z wirnikiem umieszczonym w dnie stanowiła komorę pralniczą, dolna mieściła silnik elektryczny o mocy ok. 180 W z przekładnią pasową, wyłącznik oraz inny ewentualny osprzęt elektryczny.
W oparciu o tę samą konstrukcję produkowano pralki w wielu wytwórniach w kilku odmianach. Niektóre z nich posiadały wyżymaczkę, w niektórych odmianach woda mogła być podgrzewana w pralce, inne wymagały napełniania wodą ciepłą, mogły być wyposażone w elektryczną pompkę opróżniającą zbiornik. Z czasem nazwa Frania przyjęła się jako popularne określenie wszystkich pralek wirnikowych. Plastikowe elementy były niegdyś wykonane z bakelitu.

## Produkcja
W olkuskiej Emalii produkowano od lat 60. analogiczny model "Frani" pod nazwą "Olkusz", sygnowana była pierwotnym logotypem z trzema kominami które wówczas znajdowały się na terenie fabryki OFNE "Olkusz", a ciekawostką jest to, iż korpus całej bryły był wykonany z dwóch garnków zespawanych w jednolitą konstrukcję. Pralki wirnikowe pod nazwą Frania były do 2014 roku produkowane przez firmę Emalia Olkusz, po nabyciu przez nią części produkcji Myszkowskiej Fabryki Naczyń Emaliowanych „Światowit”, a także praw do znaków towarowych Światowit i Frania. 
Markę Frania odkupiła firma Kalisto z Myszkowa, gdzie pierwotnie były produkowane te pralki. W 2016 roku firma sprzedawała miesięcznie około 500–600 sztuk pralek, głównie dla właścicieli jachtów, domków letniskowych, a także warsztatów.